# Platybdella pinnara
Platybdella pinnara is een ringworm uit de familie van de Piscicolidae. De wetenschappelijke naam van de soort is voor het eerst geldig gepubliceerd in 1961 door De Silva & Jones.